# Marcelino Pérez (Fußballspieler, 1955)
Marcelino Pérez Ayllón, auch bekannt als Marcelino, (* 13. August 1955 in Sabadell, Provinz Barcelona) ist ein ehemaliger spanischer Fußballspieler und -trainer.

## Karriere

### Verein
Marcelino begann in seiner Heimatstadt bei Gimnástico Mercantil mit dem Fußballspielen. Von dort wechselte er in die Jugend des CE Sabadell. 1972 rückte er in den Profikader auf.
Nach zwei Spielzeiten in der Segunda División wurde Marcelino 1974 von Atlético Madrid verpflichtet. Mit Atlético gewann er eine Meisterschaft den spanischen Pokal. Insgesamt kam er bis 1984 auf 190 Einsätze für Atlético in der Primera División, in denen er drei Tore erzielte.

### Nationalmannschaft
Marcelino debütierte am 26. Oktober 1977 beim 2:0 im Qualifikationsspiel zur Weltmeisterschaft 1978 in Argentinien gegen Rumänien in der spanischen Nationalmannschaft.
Nach der erfolgreichen Qualifikation für die Weltmeisterschaft wurde Marcelino von Nationaltrainer László Kubala in das spanische Aufgebot berufen. Er bestritt alle drei Partien der Spanier während der Gruppenphase des Turniers. Mit einem Sieg, einem Unentschieden und einer Niederlage schied Spanien als Gruppendritter bereits nach der Vorrunde aus.
Sein letztes von insgesamt dreizehn Länderspielen für Spanien bestritt Marcelino am 4. April 1979 beim 2:2 im Qualifikationsspiel zur Europameisterschaft 1980 gegen Rumänien.

### Trainerkarriere
Nach dem Ende seiner aktiven Spielerkarriere war Marcelino in der Saison 1992/93 Assistenztrainer von José Antonio Camacho bei Rayo Vallecano. Im Januar 1994 wurde er Cheftrainer des Erstligaabsteigers FC Cádiz, konnte dessen direkten Absturz in die Tercera División am Saisonende jedoch nicht verhindern. In den folgenden Jahren war er bei den unterklassigen Klubs RCD Carabanchel und Talavera CF tätig. Im Sommer 2011 übernahm Marcelino den Viertligisten Tomelloso CF, bei dem er im Oktober 2011 entlassen wurde.

## Erfolge
- Spanischer Meister: 1977
- Spanischer Pokalsieger: 1976